# Operazione Chaos

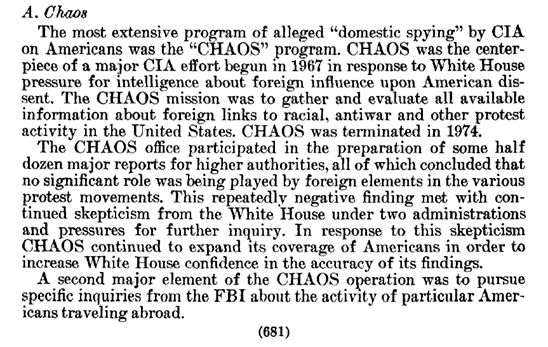
[http://www.aarclibrary.org/publib/church/reports/book3/pdf/ChurchB3_9_CHAOS.pdf CHAOS e l'Ufficio di Sicurezza

CHAOS è il nome in codice di un piano CIA elaborato nel 1967 dal direttore del controspionaggio James Angleton su ordine dell'amministrazione Johnson, avente lo scopo di raccogliere informazioni sui legami stranieri con gli attori sia della protesta razziale, pacifista (si era in piena guerra del Vietnam), che di qualunque altro tipo, negli Stati Uniti.
L'operazione fu oggetto di indagine da parte del Senato degli Stati Uniti per violazione dello Statuto della CIA, secondo il quale l'agenzia non poteva operare sul territorio nazionale, essendo questo di competenza esclusiva dell'FBI, anche per quanto concerne le attività di controspionaggio. La totalità delle informazioni ufficiali riguardanti l'operazione deriva dai rapporti della commissione Rockefeller (1975) e della commissione Church (1976). Secondo tali informazioni l'attività relativa a CHAOS consisteva essenzialmente in attività di intelligence della HUMINT, attraverso l'infiltrazione nei gruppi di attivisti della sinistra radicale; controversa fu la possibilità che gli agenti infiltrati potessero manipolare tali gruppi al fine di spingerli su posizioni estreme e violente, in modo da stimolare una reazione avversa dell'opinione pubblica in senso conservatore.

## Storia[2]
CHAOS non va considerato come una singola operazione della CIA, ma come un vero e proprio piano articolato su più operazioni distinte tra loro anche se riconducibili ad un'unica finalità. Nato nel 1967 su impulso del presidente Lyndon B. Johnson, terminò solo nel 1974 con la conclusione di un ruolo non significativo giocato da elementi stranieri nei vari movimenti di protesta. L'esito negativo fu ribadito più volte dalla CIA alla Casa Bianca nel corso di tale periodo, ma sia la presidenza Johnson che la presidenza Nixon mostrarono forte scetticismo su tali risultati, spingendo per un approfondimento delle attivitàː tali pressioni determinarono il protrarsi e lo svilupparsi del piano.
Il piano CHAOS non riguardò esclusivamente la CIA, ma anche l'FBI, per il controllo degli americani all'estero, e della NSA per la raccolta e la gestione delle informazioni. Il piano CHAOS si avvaleva dei frutti di due distinte operazioni, del Progetto MERRIMAC e del Progetto RESISTANCE. Il primo era inerente all'infiltrazione di agenti CIA, sia in gruppi pacifisti stanziati a Washington, che in gruppi di attivisti neri. Il secondo riguardava la creazione di un retroterra informativo destinato a scopi predittivi di episodi di violenza politica sviluppato soprattutto nei campus universitari.
Le investigazioni sistematiche della CIA su di un possibile coinvolgimento straniero nell'attività della protesta studentesca, dei movimenti pacifisti e dei gruppi di sinistra radicale cominciarono nella tarda estate del 1967 per disposizione del suo direttore Richard Helms. Il direttore dei piani della CIA dell'epoca, Thomas Karamessines, assegnò il 15 agosto 1967 l'organizzazione delle operazioni a James Angleton tramite un memorandum. In quel mese venne richiesto un primo rapporto alle stazioni CIA sulle possibili influenze straniere sui movimenti neri e di estrema sinistra. Un secondo rapporto venne richiesto nel novembre 1967 in relazione al movimento pacifista. L'esito fu negativo, ma nella lettera che inviò al presidente Helms affermò che vi erano "significativi buchi nella storia".
L'attività proseguì e, nel giugno 1968, Karamessines inviò un cablogramma alle stazioni CIA richiedendo un approfondimento del controllo sui gruppi sopra citati attraverso la collaborazione dei servizi di sicurezza alleati. Nel luglio del 1968 un ulteriore cablogramma dello stesso Karamessines stabilì per la prima volta l'adozione del criptonimo CHAOS per il piano, così battezzato dopo un anno dalla nascita. Si stabilì inoltre che le informazioni relative al piano transitassero su canali ad hoc, gestiti da un sistema informatico denominato HYDRA. Le risultanze dell'attività vennero sintetizzate in uno studio preparato per il presidente Johnson il 4 settembre 1968, intitolato Restless Youth (Gioventù irrequieta), che nelle conclusioni finali, a seguito di una dettagliata analisi sociale e politica dell'universo studentesco nel mondo, riferiva che erano state individuate comuni sorgenti di alienazione e ostilità giovanili verso le istituzioni in diversi stati ma che, in ciascuno di questi, il dissenso studentesco era da considerarsi "essenzialmente autoctono e non stimolato da una cospirazione internazionale".
Nel 1969 il piano CHAOS viene esteso in quanto la presidenza Nixon espresse gli stessi dubbi della precedente sull'influenza straniera nella protesta nazionale. Venne pertanto richiesto alla CIA un documento sul supporto comunista straniero ai movimenti di protesta rivoluzionari negli USA, che doveva essere inclusivo anche delle attività di incoraggiamento ed assistenza. Il rapporto fu completato in dieci giorni: in esso si affermava che vi era solo un appoggio molto limitato da parte di comunisti stranieri ai movimenti di protesta rivoluzionari negli Stati Uniti e, in ogni caso, nessuna evidenza di direzione o controllo della protesta. In sostanza, l'appoggio consisteva in attività di propaganda. Dall'estate del 1967 le fonti all'estero non avevano rilevato alcuna assistenza o direzione significativa.
Analogo risultato pervenne dalla stretta collaborazione realizzata con l'FBI. Questo rapporto, datato 30 giugno 1969, è intitolato Special report on foreign communist support to revolutionary protest movements in the U.S. (in italiano: "Rapporto speciale sul supporto comunista straniero ai movimenti di protesta rivoluzionaria negli Stati Uniti"). Vi furono due ulteriori studi, oltre a quello appena citato, uno nel 1970 come contributo del Comitato Interdipartimentale sull'Informazione (cosiddetto Piano Huston) mentre l'altro era del 1971. Quest'ultimo concluse che era possibile un sostegno ostile di governi stranieri alla protesta ma che, salvo pochi casi isolati, esso si limitava all'esortazione e all'incoraggiamento attraverso conferenze internazionali e affermazioni di supporto di individui stranieri.
In merito ai movimenti della sinistra radicale, così come per gli attivisti neri, si esclusero evidenze di supporto, istigazione o fomentazione attraverso impiegati governativi, sindacati, scuole, università e mass-media. Nell'autunno del 1969 furono sviluppati due ulteriori programmi. Il primo, interno, gestito dal Domestic Conctat Service (DCS). Il secondo venne sviluppato da agenti del gruppo CHAOS, istruiti negli USA e poi inviati in missione all'estero. Tra il 1969 ed il 1973 il DCS inviò ben 200 rapporti al gruppo CHAOS, anche in questo caso senza trovare obiettivi di riscontro dell'influenza straniera.
Il secondo programma addizionale venne definito "Progetto 2", basato su agenti impiegati in operazioni di intelligence all'estero. Oltre 40 potenziali agenti furono valutati e circa metà di questi avevano già lavorato per l'FBI. Sette reclutati furono gestiti unilateralmente dalla CIA. Dopo un addestramento comprensivo dell'infiltrazione in gruppi radicali locali fu valutato come potevano meglio essere impiegati, nell'ambito del progetto CHAOS, all'estero. Gli agenti vennero prima infiltrati nei gruppi di sinistra radicale dei campus americani, in modo da maturare un adeguato background di cultura alternativa e un profilo radicale idoneo alla successiva infiltrazione nei gruppi stranieri.
Nel corso di questo addestramento gli infiltrati non mancarono di inviare rapporti sulle attività politiche all'interno dei campus. Nel memorandum riguardante l'assegnazione di un agente del Progetto 2 si afferma: "la sua missione sarà valutare, conoscere e sviluppare la sinistra nello spettro maoista... egli rapporterà al piano CHAOS gli sviluppi nello stato obiettivo." Un cambio di rotta nelle operazioni riferite al piano Chaos si deve al nuovo direttore William Colby, il quale nell'agosto 1973 stabilì che l'attività doveva essere focalizzata sulle organizzazioni straniere e solo incidentalmente sui contatti americani. Per ordine di Colby, il piano CHAOS termina il 5 marzo 1974; viene stabilito che le future operazioni della CIA concernenti gli americani dovranno essere effettuate solo all'estero e ristrette a informazioni su attività straniere correlate ad accadimenti interni.

## Controversie relative all'attività di infiltrazione
L'attività del piano CHAOS descritta dai rapporti delle commissioni del Senato Rockefeller e Church, i cui lavori rivestono carattere di ufficialità, sembra essere limitata alla raccolta di informazioni. In tal senso si espresse anche l'ex direttore della CIA George Bush Sr., minimizzando la questione e sostenendo che "l'operazione risultò in pratica una qualche impropria raccolta di materiale su attività domestiche legittime" Non mancano però le perplessità relative a queste conclusioni.
Secondo interpretazioni che trovano conferme solo parziali, il piano CHAOS è consistito in realtà nell'infiltrazione in ambienti rivoluzionari tendente allo scopo di egemonizzarli e strumentalizzarli allo scopo di provocare atti estremi di violenza e terrorismo e quindi diminuire il consenso popolare verso i partiti antiamericani. La fonte più significativa, per quanto riguarda l'Italia, in relazione alla possibilità di un'attività ulteriore rispetto alla semplice raccolta dati da parte degli americani nell'attuazione del piano CHAOS in Italia, è il rapporto del ROS intitolato "Annotazione sulle attività di guerra psicologica e non ortodossa (psychological and low density warfare) compiute in Italia tra il 1969 e il 1974 attraverso l'AGINTER PRESSE". Nel documento vengono ipotizzate relazioni tra il piano CHAOS e le attività dell'Aginter Press, nonché tra quest'ultima e la NATO. Vengono fornite anche evidenze del rapporto tra l'Aginter Press e il gruppo estremista fascista e terrorista di Ordine Nuovo.
L'insieme dei dati sembra suggerire un legame tra l'attività dell'Aginter Press e il piano Chaos, senza riuscire però a provare la relazione. Sembra infine che la struttura di agenti relativa al piano CHAOS abbia avuto un ruolo preminente nella preparazione della situazione politica della Grecia nei mesi precedenti il colpo di Stato del 1967.